# داریان جنکینز
داریان جنکینز (انگلیسی: Darian Jenkins؛ زادهٔ ۵ ژانویهٔ ۱۹۹۵) بازیکن فوتبال اهل ایالات متحده آمریکا است.
وی همچنین در تیم‌های ملی فوتبال United States women's national under-17 soccer team, United States women's national under-18 soccer team، و زیر ۲۳ سال زنان ایالات متحده آمریکا بازی کرده‌است.